# 眠狂四郎円月殺法 (映画)
『眠狂四郎円月殺法』（ねむりきょうしろう えんげつさっぽう）は、1969年（昭和44年）10月4日に大映により配給された日本の時代劇映画。柴田錬三郎の小説『眠狂四郎シリーズ』の映画化したもので、監督は森一生。大映の看板スターであった市川雷蔵の死に伴って、移籍してきた松方弘樹が主演を務めた。
ある日偶然、徳川家慶の家臣たちに追われる女を助けたことから、狂四郎が徳川家の世継ぎ争いに巻き込まれていく様子を描いた作品である。

## スタッフ
- 監督：森一生
- 製作：大映京都撮影所
- 原作：柴田錬三郎: 『眠狂四郎シリーズ』
- 脚本：高田宏治、高橋稔
- 音楽：小杉太一郎
- 撮影：武田千吉郎
- 美術 : 太田誠一
- 編集 : 谷口登司夫
- 主題歌 : 「眠狂四郎の歌」、「円月殺法の歌」: 松方弘樹

## 配役
- 松方弘樹 : 眠狂四郎
- 佐藤友美 : おりょう
- 成田三樹夫 : 明日心剣
- 梓英子 : 志津/お糸 (二役)
- 中原早苗 : お蓮
- 長谷川待子 : 松浦
- 川津祐介 : 徳川敏次郎/徳川家慶 (二役)
- 大川信 : 金八
- 五味龍太郎 : 久米源三郎
- 石黒三郎 : 小藤次
- 北城寿太郎 : 宗田儀兵衛
- 木村元 : 長岡采女正
- 伊達岳志 : 雲水
- 夏木章 : 鹿火屋鬼庵
- 丘夏子 : おせい
- 水田由香里 : 腰元
- 黒木現 : 兵六
- 堀北幸夫 : 郷原弥十郎
- 玉置一恵 : 大野木源右衛門
- 遠藤辰雄 : 権六
- 神山繁 : 佐野勘十郎
- 鈴木瑞穂 : 水野越前守

## 併映作品
- 『関東おんなド根性』